# Into the Storm
Into the Storm, también conocida como Churchill at War, es un telefilme biográfico de 2009 sobre Winston Churchill y sus días como primer ministro durante la Segunda Guerra Mundial. La película fue dirigida por Thaddeus O'Sullivan, protagonizada por Brendan Gleeson como Churchill y es una secuela al telefilme de 2002 The Gathering Storm, el cual narra la vida de Churchill durante los años antes de la guerra. Into the Storm fue estrenada en HBO y en HBO Canada el 31 de mayo de 2009.
Into the Storm fue nominada a 14 Premios Primetime Emmy y Brendan Gleeson ganó en la categoría de Mejor actor - Miniserie o telefilme.

## Argumento
La Segunda Guerra Mundial ha terminado recientemente en Europa y los ciudadanos del Reino Unido esperan los resultados de las elecciones generales de 1945. Churchill, sin embargo, decide viajar a vacacionar a Francia junto con su esposa Clementine. A través de una serie de flashbacks, Churchill recuerda sus momentos más gloriosos durante la guerra y el efecto que tuvieron en su deteriorado matrimonio.

## Reparto
- Brendan Gleeson - Winston Churchill
- Janet McTeer - Clementine Ogilvy Spencer-Churchill
- James D'Arcy - Jock Colville
- Iain Glen - Jorge VI
- Patrick Malahide - Bernard Law Montgomery
- Len Cariou - Franklin D. Roosevelt
- Robert Pugh - Hastings Ismay
- Michael Pennington - Arthur Harris
- Donald Sumpter - E. F. L. Wood
- Bill Paterson - Clement Attlee

## Premios y nominaciones
| Premio                 | Categoría                                                                         | Persona             | Resultado |
| ---------------------- | --------------------------------------------------------------------------------- | ------------------- | --------- |
| Premios Primetime Emmy | Mejor telefilme                                                                   | -                   | Nominado  |
| Premios Primetime Emmy | Mejor dirección - Miniserie, telefilme o especial dramático                       | Thaddeus O'Sullivan | Nominado  |
| Premios Primetime Emmy | Mejor actor - Miniserie o telefilme                                               | Brendan Gleeson     | Ganador   |
| Premios Primetime Emmy | Mejor actor de reparto - Miniserie o telefilme                                    | Len Cariou          | Nominado  |
| Premios Primetime Emmy | Mejor actriz de reparto - Miniserie o telefilme                                   | Janet McTeer        | Nominado  |
| Premios Primetime Emmy | Mejor guion en una miniserie, película o especial dramático                       | Hugh Whitemore      | Nominado  |
| Premios Primetime Emmy | Mejor reparto en una miniserie, película o especial dramático                     | -                   | Nominado  |
| Premios Primetime Emmy | Mejor fotografía en una miniserie, película o especial dramático                  | Michel Amathieu     | Nominado  |
| Premios Primetime Emmy | Mejor dirección artística en una miniserie, película o especial dramático         | -                   | Nominado  |
| Premios Primetime Emmy | Mejor vestuario en una miniserie, película o especial dramático                   | -                   | Nominado  |
| Premios Primetime Emmy | Mejor peluquería en una miniserie, película o especial dramático                  | -                   | Nominado  |
| Premios Primetime Emmy | Mejor música en una miniserie, película o especial dramático                      | Howard Goodall      | Ganador   |
| Premios Primetime Emmy | Mejor edición de sonido en una miniserie, película o especial dramático           | -                   | Nominado  |
| Premios Primetime Emmy | Mejor efectos visuales especiales en una miniserie, película o especial dramático | -                   | Nominado  |
| Globos de Oro          | Mejor miniserie o telefilme                                                       | -                   | Nominado  |
| Globos de Oro          | Mejor actor de miniserie o telefilme                                              | Brendan Gleeson     | Nominado  |
| Globos de Oro          | Mejor actriz de reparto de serie, miniserie o telefilme                           | Janet McTeer        | Nominado  |
| Premios Satellite      | Mejor película para televisión                                                    | -                   | Nominado  |
| Premios Satellite      | Mejor actor - Miniserie o película para televisión                                | Brendan Gleeson     | Ganador   |
| Premios Satellite      | Mejor actriz - Miniserie o película para televisión                               | Janet McTeer        | Nominado  |